# Cynisca kraussi
Cynisca kraussi är en ödleart som beskrevs av  Peters 1878. Cynisca kraussi ingår i släktet Cynisca och familjen Amphisbaenidae. Inga underarter finns listade i Catalogue of Life. Artepitet i det vetenskapliga namnet hedrar den tyska naturforskaren Christian Ferdinand Friedrich von Krauss.
Exemplaren saknar extremiteter och liknar en mask i utseende.
Arten förekommer endemisk i centrala Ghana. Den lever i låglandet och i kulliga landskap upp till 500 meter över havet. Habitatet utgörs av torra skogar. Andra ödlor av familjen Amphisbaenidae gräver ofta i marken. Honor lägger troligtvis ägg.
Troligtvis påverkas beståndet av landskapsförändringar. Efter 1880-talet upptäcktes inga fler exemplar. Populationens storlek är okänd. IUCN kategoriserar arten globalt med kunskapsbrist.